# Maria Andrunik
Maria Stefania Andrunik, z domu Łomnicka (ur. 3 sierpnia 1909 w Zagórzu, zm. 10 listopada 1988 w Sanoku) – podczas II wojny światowej członkini Związku Walki Zbrojnej-Armii Krajowej oraz więźniarka niemieckich obozów. Żona Arnolda.

## Życiorys
Maria Stefania Andrunik urodziła się 3 sierpnia 1909 w Zagórzu. Była jednym z pięciorga dzieci Franciszka Łomnickiego (maszynista kolejowy) i Janina z domu Burgchardt. Wraz z rodziną przeniosła się do Zagórza, gdzie jej ojciec był zatrudniony na stanowisku maszynisty kolejowego (jej rodzice zamieszkiwali w tym mieście w kolejnych latach). Miała braci Tadeusza, Antoniego (nauczyciel w Wydrnej). W 1927 ukończyła klasę IV seminarium nauczycielskiego. Do 1938 mieszkała z rodzicami w rodzinnym Zagórzu. W tym roku wyszła za mąż za Arnolda Andrunika, urzędnika Starostwa Powiatowego w Sanoku i zamieszkała z nim w Sanoku, początkowo przy ul. Cegielnianej, następnie przy ul. Adama Mickiewicza 35 (po wojnie numer 39). 8 sierpnia 1939 urodziła im się córka Teresa.

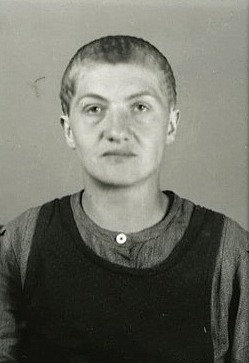
Maria Andrunik w KL Auschwitz

Podczas II wojny światowej w trakcie pod okupacją niemiecką latem 1940 w ślad za mężem została żołnierzem Związku Walki Zbrojnej w szeregach obwodu Sanok. Jej zadaniem było utrzymywanie punktu kontaktowego. Pod kryptonimem „Punkt T” działała jako łącznik w pododdziale „Bronisława” w sekcji przerzutów granicznych, przy kolportażu prasy podziemnej („Biuletynu Informacyjnego”), prowadziła nasłuch radiowy, a w domu przy ul. Mickiewicza tzw. melinę dla kurierów. Wraz z mężem współpracowała przy kolportowaniu podziemnych wydawnictw (dom Andruników stanowił punkt kontaktowy i schronienie dla kurierów na trasie przerzutowej, a także okresowo służył za magazyn i punkt rozdzielczy prasy podziemnej, której kolportażem zajmował się następnie m.in. brat Marii, Tadeusz Łomnicki). Po ucieczce z Sanoka zagrożonego aresztowaniem Arnolda Andrunika 20 sierpnia 1941 Maria przebywała z dzieckiem w Zagórzu. Po przekształceniu organizacyjnym z lutego 1942 była żołnierzem Armii Krajowej. Od połowy kwietnia 1942 zamieszkiwała wraz z mężem i córką w Krakowie, gdzie od początku tego roku Arnold Andrunik prowadził punkt kontaktowy. Rodzina zamieszkała przy ulicy Brzozowej 12, a w ich mieszkaniu mieścił się punkt kontaktowy siatki kurierskiej, który funkcjonował pod kryptonimem „Baszta”. Od tego czasu Maria Andrunik funkcjonowała pod fałszywą tożsamością Maria Jaszczołt (jej mąż Arnold jako Tadeusz Jaszczołt). W krakowskim mieszkaniu m.in. przechowywała materiały konspiracyjne, prowadziła punkt rozdzielczy. Arnold i Maria Andrunikowie oraz inni współpracownicy krakowskiego punktu zostali aresztowani przez gestapo nad ranem 26 czerwca 1942 w mieszkaniu przy ul. Brzozowej 12. Byli osadzeni w więzieniu Montelupich. Mimo ciężkiego śledztwa i katowania przy ulicy Pomorskiej 2 nie wydali swoich współpracowników. W tym czasie 2,5-letnia córka Andruników w stanie chorobowym została przez Niemców umieszczona w krakowskim szpitalu przy ul. Gabriela Narutowicza, skąd trafiła pod opiekę rodziny pod Sanokiem.  Po trzech miesiącach 29 września 1942 Maria Andrunik została skierowana do niemieckiego obozu koncentracyjnego Auschwitz-Birkenau i osadzona w dziale dla kobiet w Brzezince, otrzymując numer obozowy 21164 (tego samego dnia, choć osobno, do tego obozu został wywieziony z Krakowa jej mąż). W Auschwitz działała w ruchu samopomocowym, za co była narażona na represje. W obozie otrzymywała jedzenie przekazywane przez przebywającego tam już Kazimierza Andrunika, tj. przyrodniego brata jej męża. Została celowo zarażona tyfusem i uratowana przez dwie lekarki i współwięźniarkę. Wobec zbliżającego się frontu wschodniego 12 stycznia 1945 wraz z innymi więźniarkami została ewakuowana z Auschwitz. Odbyła 8-dniową podróż do III Rzeszy w odkrytych wagonach. Od 20 stycznia do 20 lutego 1945 przebywała w obozie dla kobiet w Ravensbrück (nr więźniarski 103021). Następnie przeniesiona do podobozu w Neustadt-Glewe, gdzie przebywała od 25 lutego 1945 (nr 103021) i odzyskała tam wolność u kresu wojny 2 maja 1945 po oswobodzeniu przez wojska amerykańskie. 17 lub 27 maja 1945 powróciła do Zagórza (wcześniej, 8 maja powrócił w rodzinne strony jej mąż).
Po wojnie nie podjęła pracy zawodowej wskutek niekorzystnych skutków zdrowotnych spowodowanych zdarzeniami wojennymi oraz pobytem w obozie. Poświęciła się prowadzeniu domu i wychowywaniu dzieci
Oprócz córki Teresy (ur. 1939) mieli jeszcze dwóch synów: Jana (ur. 1946) i Witolda (ur. 1952). Od 1945 Arnold i Maria Andrunikowie zamieszkiwali w Sanoku w wynajmowanym mieszkaniu przy ul. Rybackiej 3a w Sanoku. Od 1945 należała do Polskiego Związku Byłych Więźniów Politycznych Hitlerowskich Więzień i Obozów Koncentracyjnych, a potem od czerwca 1947 do Związku Bojowników o Wolność i Demokrację. W 1974 została uznana inwalidką wojenną II grupy. 
Zmarła 10 listopada 1988 w Sanoku. Została pochowana w grobowcu rodzinnym na Cmentarzu Centralnym w Sanoku. Wraz z nią został pochowany jej mąż Arnold (1911–2000) oraz ich syn Witold, zmarły tragicznie w wypadku motocyklowym w 1975.

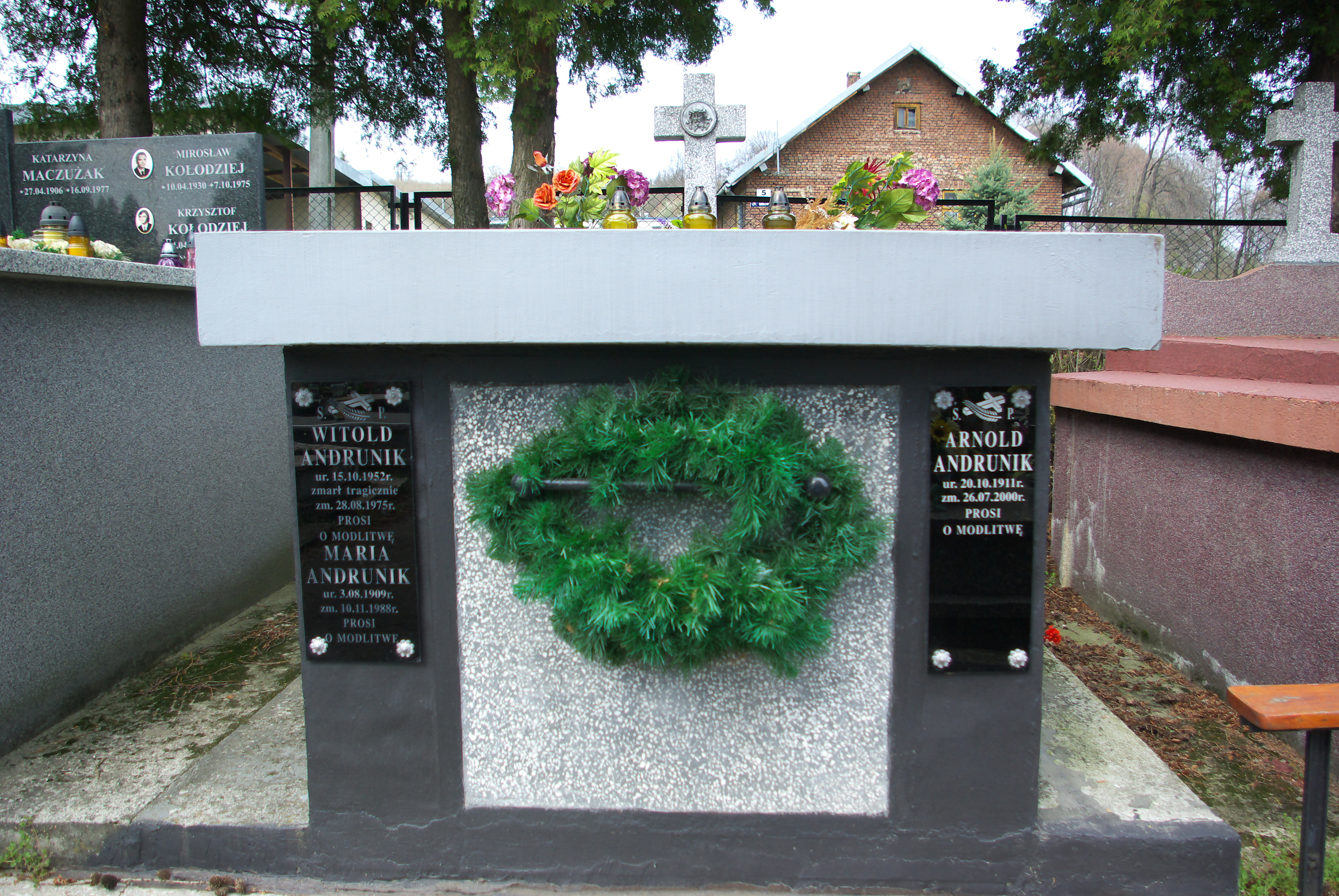
Grobowiec Arnolda i Marii Andruników w Sanoku

## Odznaczenia
- Krzyż Kawalerski Orderu Odrodzenia Polski (1975)[40][47]
- Krzyż Partyzancki (1974)[48][49]
- Krzyż Oświęcimski (1986)[50]
- Medal Zwycięstwa i Wolności 1945 (1957)[40][51]
- Odznaka Grunwaldzka (1957)[40][51]
- Medal Wojska[40]
- Krzyż Armii Krajowej[40][b]